# Funzione polidroma

Questa corrispondenza è una funzione polidroma poiché 3 viene mandato sia in b che in c

In matematica, una funzione polidroma (o funzione multivoca o multifunzione) è una relazione simile per alcuni aspetti a una funzione (in cui a ogni elemento del dominio è associato esattamente un elemento del codominio) ma che a differenza di quest'ultima può avere più valori, cioè a ogni elemento del dominio è associato almeno un elemento del codominio. Le funzioni polidrome sono usate soprattutto in analisi complessa.

## Definizione
Siano {\displaystyle X} e {\displaystyle Y} due insiemi. Una funzione polidroma da {\displaystyle X} in {\displaystyle Y} è una funzione
{\displaystyle f\colon X\to P(Y),}
che associa ad ogni elemento di {\displaystyle X} un sottoinsieme non vuoto di {\displaystyle Y} (qui {\displaystyle P(Y)} è l'insieme delle parti di {\displaystyle Y}).
Una definizione equivalente vede una funzione polidroma come un sottoinsieme {\displaystyle R} del prodotto cartesiano {\displaystyle X\times Y} tale che per ogni {\displaystyle x} in {\displaystyle X} esiste almeno un {\displaystyle y} in {\displaystyle Y} per cui {\displaystyle (x,y)\in R} (cioè una relazione binaria tra {\displaystyle X} e {\displaystyle Y} "totale a sinistra").
Nel contesto delle funzioni polidrome, una funzione nel senso usuale del termine viene detta monodroma. In questo caso, {\displaystyle f(x)} è formato da un elemento solo per ogni {\displaystyle x}. Utilizzando l'insieme delle parti viene infatti aggirato il problema di avere per ogni input una e una sola immagine, associando all'elemento di partenza un intero insieme, che è un unico elemento se considerato all'interno dell'insieme delle parti del codominio.

## Differenza con le funzioni a valori vettoriali
È bene sottolineare la differenza tra funzioni polidrome e funzioni vettoriali, cioè a valori nel prodotto cartesiano di {\displaystyle n} copie di {\displaystyle Y}, distinguendo due differenze fondamentali:
- una funzione vettoriale ha immagini con un numero di componenti sempre fisso a {\displaystyle n} poiché sono vettori di {\displaystyle Y^{n}}; al contrario, una funzione polidroma ha valori di cardinalità variabile, poiché sono sottoinsiemi arbitrari di {\displaystyle Y}.
- una funzione vettoriale ha come immagini ennuple ordinate, mentre le funzioni polidrome danno come immagini degli insiemi, che notoriamente sono indipendenti dall'ordine in cui si enumerano i suoi elementi.

## Analisi complessa

### Radice ennesima
La più semplice e immediata funzione polidroma è la radice ennesima di una variabile complessa:
{\displaystyle {\sqrt[{n}]{z}},\quad n\in \mathbb {Z} ,}
intesa come inversa della funzione monodroma {\displaystyle z^{n}}. Usando la rappresentazione polare {\displaystyle z=\rho e^{i\theta }} e ricordando che ogni numero complesso espresso in forma polare deve riportare l'intervallo di definizione dell'argomento {\displaystyle 0\leq \theta <2\pi } affinché il numero sia ben definito abbiamo:
{\displaystyle {\sqrt[{n}]{z}}={\sqrt[{n}]{\rho }}\cdot {\sqrt[{n}]{e^{i\theta +i2k\pi }}}={\sqrt[{n}]{\rho }}\left(e^{\frac {i\theta +i2k\pi }{n}}\right).}
Si vede chiaramente che {\displaystyle {\sqrt[{n}]{\rho }}} è ben definito (ovviamente {\displaystyle \rho \geq 0}), ma al contrario l'argomento della funzione radice ennesima:
{\displaystyle \arg({\sqrt[{n}]{z}})={\frac {\theta +2k\pi }{n}},}
è chiaramente non definitivamente determinato. Questo implica che anche se {\displaystyle z^{n}} è univocamente determinato dalla determinazione principale del suo argomento, la sua inversa non è univocamente determinata, di conseguenza si avranno {\displaystyle n} valori, in corrispondenza degli {\displaystyle n} valori dell'argomento di {\displaystyle {\sqrt[{n}]{z}}}. Per ritornare allo stesso punto bisogna dunque eseguire {\displaystyle n} giri intorno all'origine. Da notare che la funzione resta monodroma se restringiamo l'intervallo di definizione dell'argomento ad un settore tra {\displaystyle n} ed {\displaystyle n+1}.

### Logaritmo
Consideriamo un'altra tipica funzione polidroma che è anche discontinua su tutta una semiretta uscente dall'origine come:
{\displaystyle \operatorname {Log} z=\log |z|+i\theta +i2k\pi }
cioè la branca principale del logaritmo, dove {\displaystyle \theta } è la fase per {\displaystyle 0<\theta <2\pi } che assume gli infiniti valori: {\displaystyle \log z=\operatorname {Log} z+n\cdot 2\pi i}. Ovviamente questo discorso vale anche per il logaritmo naturale e il logaritmo su qualsiasi base.
A partire dal logaritmo si può definire anche in campo l'esponenziazione a qualsiasi base come la funzione polidroma
{\displaystyle z^{\alpha }=e^{\alpha \ln z}}

### Argomento
L'ultima funzione polidroma che analizziamo è l'argomento di un numero complesso, definito come
{\displaystyle \arg(z)=\left\{y\in \mathbb {R} :e^{iy}={\frac {z}{|z|}}\right\},}
per ogni numero complesso non nullo {\displaystyle z}. Ricordiamo che questa definizione ha senso poiché l'esponenziale complesso ristretto ai numeri puramente immaginari, cioè del tipo {\displaystyle i\cdot y}, assume valori nella sfera unitaria {\displaystyle S^{1}}.
Sempre dalle proprietà dell'esponenziale si ricava che risulta, se {\displaystyle y_{0}} è un particolare valore dell'argomento di {\displaystyle z},
{\displaystyle \arg(z)=\{y_{0}+2k\pi ,k\in \mathbb {Z} \}.}

### Altre caratteristiche della polidromia
Caratteristica di molte funzioni polidrome è l'esistenza di punti di singolarità non isolate che sono detti punti di diramazione di ordine {\displaystyle n}, se compiendo {\displaystyle n+1} giri nello stesso verso, la funzione assume sempre lo stesso valore iniziale; si dice invece un punto di diramazione di ordine infinito, se per quante volte si giri intorno al punto singolare la funzione non torna mai ad assumere lo stesso valore iniziale. A parte i due punti di diramazione in zero e all'infinito la funzione logaritmo è analitica. Ciò significa che si può sviluppare in serie di Taylor entro un cerchio di convergenza di centro {\displaystyle z_{0}} di raggio {\displaystyle |z_{0}|}:
{\displaystyle \log z=\log z_{0}+\sum _{n=1}^{+\infty }{\frac {(-1)^{n+1}}{n}}\left({\frac {z-z_{0}}{z_{0}}}\right)^{n}.}

## Funzioni polidrome reali
Tipiche e molto usate funzioni polidrome a valori reali sono le inverse delle funzioni trigonometriche: esse sono periodiche, quindi similmente al logaritmo complesso, le loro inverse assumono una quantità numerabile di valori.

## Rami e valori principali
Tutti questi esempi condividono una proprietà comune: essi possono essere visti come funzioni inverse di qualche altra applicazione (la potenza per le radici, l'esponenziale per il logaritmo). Infatti la funzione inversa è la multifunzione più facile da incontrare, poiché a priori la corrispondenza {\displaystyle y\mapsto f^{-1}(y)} non genera un elemento, ma un insieme: esso è vuoto se {\displaystyle y} non è parte dell'immagine di {\displaystyle f}, è un singleton per i valori in cui essa è iniettiva, è un insieme con più elementi altrimenti.
In ognuno di questi casi, per giungere da una funzione multivoca ad una monodroma e utilizzare gli strumenti usuali della matematica, si è scelta per convenzione (o per altri motivi) una singola controimmagine da associare a {\displaystyle y}: nel caso della radice reale, la scelta cade su {\displaystyle +{\sqrt {x}}}; nel logaritmo complesso viene scelto il valore {\displaystyle \log z} tale che {\displaystyle 0<\arg(z)<2\pi }; nell'arcoseno l'angolo scelto è sempre quello compreso tra {\displaystyle -\pi /2} e {\displaystyle \pi /2} e così via.
Ognuna delle funzioni monodrome che si potrebbero definire al variare della scelta all'interno dell'insieme {\displaystyle f^{-1}(y)} viene detto ramo dell'inversa; il valore effettivamente scelto dalla convenzione si dice il ramo principale e il valore che esso assume valore principale. Ad esempio, sempre per il seno: i rami di {\displaystyle f^{-1}(y)} sono {\displaystyle x=\arcsin y}, {\displaystyle x=\arcsin y+2\pi }, {\displaystyle x=\arcsin y+4\pi }, eccetera, e il valore principale di {\displaystyle f^{-1}(1)} è {\displaystyle \pi /2}, mentre gli altri suoi valori non principali sono {\displaystyle {5\pi  \over 2},{9\pi  \over 2},{13\pi  \over 2},\dots }.
Esistono teoremi che assicurano, a seconda delle varie geometrie del dominio, la continuità di tali rami e la relazione tra essi: si verifica ad esempio che l'esistenza di un ramo continuo dell'argomento è condizione necessaria e sufficiente all'esistenza di un ramo continuo del logaritmo.